# Atia
Atia (også Atia Balba) (85 f.Kr. – 43 f.Kr.) var niece til Julius Cæsar (gennem hans søster Julia den Yngre), og mor til Gaius Octavius, den senere kejser Augustus. Gennem sin datter Octavia var hun også oldemor til Germanicus og hans bror, kejser Claudius.

## Biografi

### Tidlige liv
Atia var datter af Julia den Yngre og hendes mands prætor Marcus Atius Balbus. Atia havde i hvert fald én yngre søster og muligvis en ældre. På grund af dette kaldes hun nogle gange Atia Secunda eller Atia Balba Secunda. Hun kan også have haft en bror.

### Første ægteskab
Hendes første ægteskab var med Gaius Octavius, prætor i 61 f.Kr. og derefter makedonsk guvernør. Hendes familie boede nær Velitrae, Octavia-slægtens hjem gennem generationer. De fik to børn: Octavia den Yngre, født omkring 66 f.Kr., og den yngre Gaius Octavius, født i 63 f.Kr.
Octavius døde i 59 f.Kr., da deres søn Gaius Octavius (den senere romerske kejser Augustus) var fire år gammel.

### Andet ægteskab
Samme år som hendes første mand var død ægtede Atia Lucius Marcius Philippus, konsul i 56 f.Kr. Philippus havde i forvejen tre børn: Den allerede voksne Lucius Marcius Philippus (konsul suffectus i 38 f.Kr., der endte med at blive gift med Atias yngre søster), Marcia (hustru til Cato den Yngre) og Quintus Marcius Philippus (prokonsul i Kilikien i 47 f.Kr.). Det er muligt, at hun og Philippus fik børn sammen.
Atia var så bange for sin søns sikkerhed, at hun og Philippus opfordrede ham til at give afkald på sine rettigheder som Cæsars arving. Hun døde i august eller september 43 f.Kr. Octavian ærede hendes minde med en offentlig begravelse.

## Kulturelle skildringerne
En fiktiv portrættering af Atia bliver i BBC-HBO-RAI tv-serien Rome spillet af Polly Walker. Der fremstilles hun som ambitiøs, skarpsindig, manipulerende, seksuelt uhæmmet og moralsk bankerot. I serien har hun også et langvarigt romantisk forhold med Marcus Antonius. Jonathan Stamp, den historiske konsulent for Rome, har udtalt, at ud over den historiske Atia er seriens Atia baseret på andre romerske kvinder fra samme tidsperiode, såsom den berygtede Clodia og Marcus Antonius' hustru, Fulvia.

## Fodnoter
1. ↑  Skriften på tegningen siger "Accia Octavi[i] Avg[vsti] mater", dvs. "Atia, mor til Octavi[us] Aug[ustus]." Bemærk her at stavningen af hendes navn er en anakronisme, Accia var navnet på en anden slægt (gens) i det gamle Rom.
2. ↑  Hun er nogen gange benævnt Atia Balba Caesonia.[kilde mangler] Caeso delen i Caesonia kan komme af caedere ("at skære"), hvis dette var hendes rigtige cognomen, peger det sandsynligvis på at hun havde arvet det fra moderen. Ifølge en teori, stammer cognomenet Cæsar i gens Julia-slægten fra en caeso matris utero ("født ved kejsersnit"). See also: Julius Cæsar (slægtsnavn). Caesonia kan have været en fejlplacering af nomen gentilicium tilhørende Milonia Caesonia, fjerde hustru til kejser Caligula.